# Antoniniano

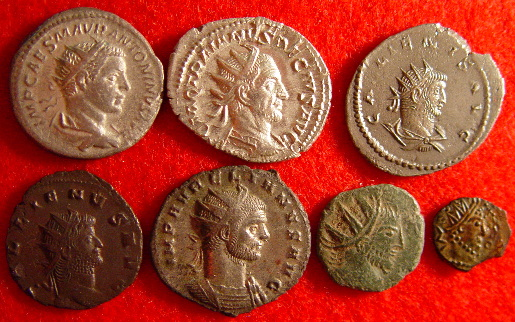
Arriba, de izquierda a derecha: Heliogábalo (plata 218-222), Trajano Decio (plata 249-251), Gallienus (Vellón 253-268 Asia Menor mint)
Abajo: Gallienus (cobre 253-268), Aureliano (plateado 270-275), dos bárbaros radiados (cobre) (imitaciones).

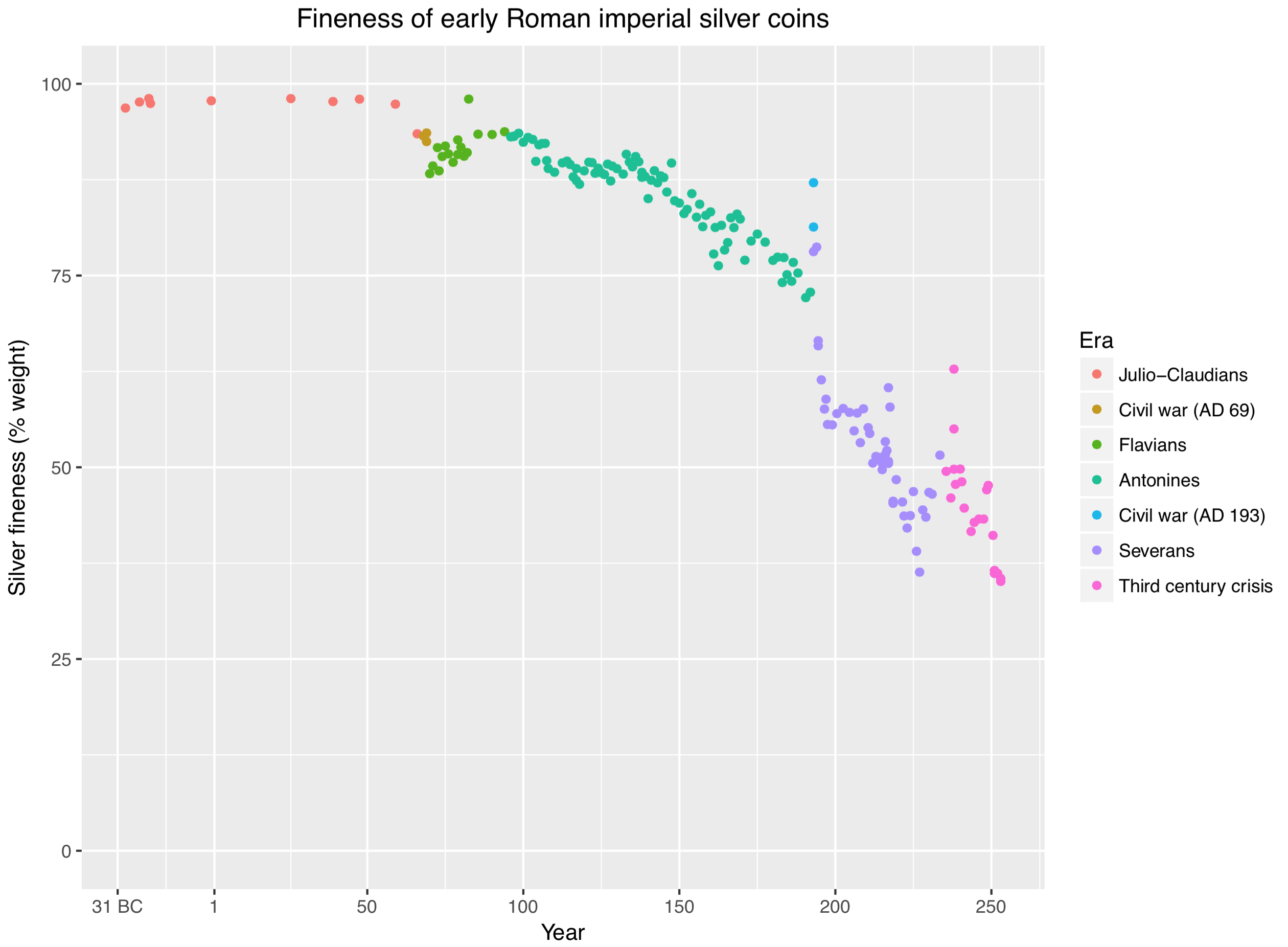
El antoniniano, introducido en 215, continuó el declive de la ley, expresada en porcentaje de plata, del denario.

El antoniniano es la denominación numismática de una moneda romana del siglo III, cuyo nombre real se ignora, equivalente en teoría a dos denarios. 

## Historia
Inicialmente acuñada en plata, su progresiva desvalorización obligó a que las emisiones se terminasen haciendo en bronce. El antoniniano fue introducido durante el reinado de Caracalla, y a su nombre oficial, Marco Aurelio Antonino, se debe el nombre por el que la moneda es conocida, a comienzos de 215, como una moneda de plata semejante al denario, ligeramente mayor y cuya efigie representaba al emperador con una corona radiada y el busto de las emperatrices sobre una luna creciente.
A pesar del valor oficial fijado, el peso del antoniniano nunca fue superior a 1,6 veces el del denario, al que sustituyó por completo durante el gobierno de Gordiano III. Esto creó inflación ya que la gente acaparó rápidamente los denarios, cumpliéndose la ley de Gresham, por la que el dinero malo siempre expulsa al bueno. Como tanto compradores y vendedores reconocían que la nueva moneda tenía un valor intrínseco inferior, elevaban sus precios para compensar. 
A medida que la situación política y económica del Imperio romano se agravó, cuando los emperadores soldados y usurpadores necesitaban más monedas para pagar a sus tropas y comprar su lealtad, cada nueva emisión del antoniniano contenía menos plata que la anterior, por lo que fue gradualmente devaluado, con la adición de cobre y estaño, de manera que llegó a ser sólo una aleación de vellón, con una pobre aportación de plata pero semejante en apariencia a ésta.
Durante el gobierno de Galieno (253-268) el contenido de plata disminuyó hasta niveles de entre el cinco y el diez por ciento del peso total. Los antoninianos eran entonces tratados con una solución ácida que eliminaba el cobre de la superficie y renovaba la apariencia noble del metal. 
Aureliano (270-275) alteró de nuevo el contenido de metales de la moneda, dejando una parte de plata por veinte de cobre, y en 271, aumentó el peso medio del antoniniano, aunque este cambio duró poco. Las emisiones aurelianas con dicho contenido están marcadas con XXI o KA en el reverso. El verdadero significado de esta serie de letras sigue siendo objeto de debate, pero se cree que representa la proporción de plata de 20:1 (4,76% de plata, que originalmente podría haber sido del 5%, si se tiene en cuenta el enriquecimiento de la plata desgastada en la superficie).
Habría que esperar a la reforma económica de Diocleciano para que el antoniniano dejara de acuñarse, a comienzos del siglo IV, bajo Maximiano, en el año 305.

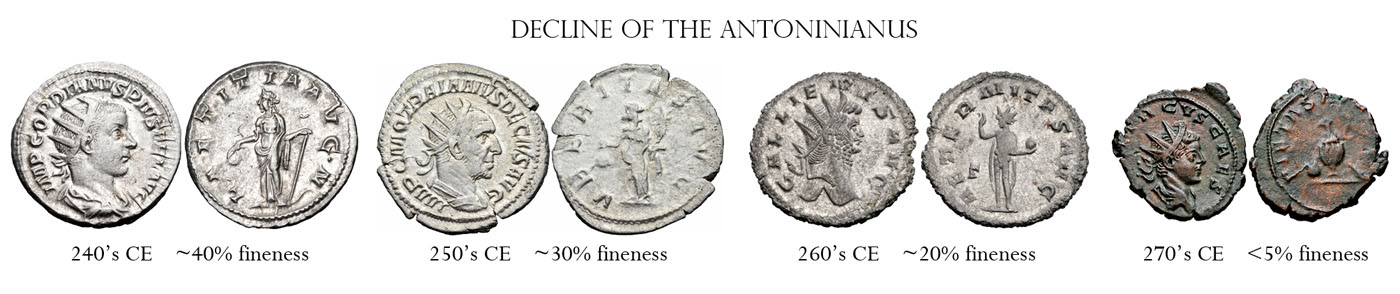
La rápida pérdida de ley (expresada en porcentaje de plata) del antoniniano.